# Campeonato Uruguaio de Futebol de 1928
O Campeonato Uruguaio de Futebol de 1928 consistiu em uma competição com dois turnos, no sistema de todos contra todos. O campeão foi o Peñarol.

## Classificação[2]
| Pos | Equipe               | Pts | J  | V  | E  | D  | GP | GC | SG  |
| --- | -------------------- | --- | -- | -- | -- | -- | -- | -- | --- |
| 1°  | Peñarol              | 45  | 30 | 20 | 5  | 5  | 66 | 22 | 44  |
| 2°  | Rampla Juniors       | 37  | 30 | 15 | 7  | 8  | 44 | 24 | 20  |
| 3°  | Nacional             | 35  | 30 | 12 | 11 | 7  | 40 | 26 | 14  |
| 4°  | Cerro                | 34  | 30 | 11 | 12 | 7  | 32 | 33 | -1  |
| 5°  | Sud América          | 33  | 30 | 11 | 11 | 8  | 28 | 21 | 7   |
| 6°  | Defensor             | 32  | 30 | 12 | 8  | 10 | 36 | 32 | 4   |
| 7°  | Capurro              | 32  | 30 | 11 | 10 | 9  | 30 | 33 | -3  |
| 8°  | Misiones             | 31  | 30 | 11 | 9  | 10 | 36 | 35 | 1   |
| 9°  | Bella Vista          | 30  | 30 | 11 | 8  | 11 | 35 | 34 | 1   |
| 10° | Colón                | 29  | 30 | 10 | 9  | 11 | 33 | 43 | -10 |
| 11° | Montevideo Wanderers | 28  | 30 | 9  | 10 | 11 | 25 | 29 | -4  |
| 12° | Olimpia              | 28  | 30 | 9  | 10 | 11 | 31 | 44 | -13 |
| 13° | Liverpool            | 26  | 30 | 8  | 10 | 11 | 30 | 34 | -4  |
| 14° | Uruguay Club         | 21  | 30 | 7  | 7  | 16 | 31 | 53 | -22 |
| 15° | Racing               | 20  | 30 | 7  | 6  | 17 | 33 | 49 | -16 |
| 16° | Lito                 | 19  | 30 | 5  | 9  | 16 | 32 | 50 | -18 |

|  | Campeão.    |
|  | Rebaixados. |

Promovido para a próxima temporada: Central.
| Campeonato Uruguaio de 1928  |
| ---------------------------- |
| Peñarol Campeão (10º título) |